# Brian Henson
Brian Henson (New York, 30 november 1962) is een Amerikaanse poppenspeler, regisseur, producent, scenarioschrijver en technicus. Hij is de zoon van poppenspelers Jane en Jim Henson. Tezamen met zijn zus Lisa is hij voorzitter en algemeen directeur van The Jim Henson Company.

## Projecten
Henson verzorgde de stem van Jack Pumpkinhead in Return to Oz (1985) en Hoggle, een van de hoofdpersonages in Labyrinth (1986). Hij speelde de hond in beide seizoenen van The Storyteller (1988-1990) en Dr. Phil Van Neuter, de gestoorde wetenschapper die Gonzo's brein weg probeert te zuigen in Muppets from Space (1999).
Als poppenspeler speelde hij vaak in teamverband met Bill Barretta, bijvoorbeeld Johnny en Sal uit Muppets Tonight en Muppets Haunted Mansion. Ook speelde hij Scooter en Janice in It's a Very Merry Muppet Christmas Movie (2002). Met poppenspelen voor de Muppets is Henson inmiddels grotendeels gestopt. Wel keerde hij in 2021 terug als Sal Minella, Dr. Phil van Neuter, Andy Pig en Nigel voor de halloweenspecial Muppets Haunted Mansion op Disney+.
Brian Henson regisseerde The Muppet Christmas Carol uit 1992 en Muppet Treasure Island uit 1996, de eerste twee Muppet-films die werden geproduceerd na Jim Hensons dood. In 2001 maakte hij de televisiefilm Jack and the Beanstalk: The Real Story.
Hij was de producent van de televisieseries Dinosaurs, Aliens in the Family en Bruine Beer in het Blauwe Huis en coproducent van de sciencefictionserie Farscape.
Samen met Bill Barretta schreef en produceerde Henson de komische poppenserie Tinseltown, waarin hij de pop Samson Knight speelde.
Ook maakte Henson de slecht ontvangen film The Happytime Murders.